# Guido III. (Châlons)
Guido von Joinville (* vor 1110; † 1190 in Palästina) war als Guido III. Bischof von Châlons.

## Leben
Er war ein Sohn des Roger, Herr von Joinville. Seine Mutter war Adelheid von Vignory.
Er war Archidiakon von Langres, 1164 wurde er Bischof von Châlons. Im November 1179 assistierte er als solcher bei der Salbung Philipps II. August zum Mitkönig von Frankreich.
Unter König Philipp II. schloss er sich dem Dritten Kreuzzug an. Auf diesem starb er im Heiligen Land, wo er auch begraben wurde.